# Radnice
Radnice (niem. Radnitz) − miasto w Czechach, w kraju pilzneńskim.
Według danych z 31 grudnia 2003 powierzchnia miasta wynosiła 1 064 ha, a liczba jego mieszkańców 1 749 osób.
W mieście jest stacja kolejowa Radnice.

## Demografia
| Rok             | 1970  | 1980  | 1991  | 2001  | 2003  |
| --------------- | ----- | ----- | ----- | ----- | ----- |
| Liczba ludności | 2 064 | 1 864 | 1 729 | 1 699 | 1 749 |

Źródło: Czeski Urząd Statystyczny